# Histoire de la Haute-Loire
Le territoire qui est devenu le département de la Haute-Loire était occupé jadis par 5 peuples : les Vellavi (peuple qui a donné son nom au Velay), les Gabales (Gévaudan), les Helviens (Vivarais), les Ségusiaves (Forez) et les Arvernes (Auvergne).

## Historique
Les Vellavi, bergers et chasseurs quand ils n'étaient pas en guerre avec leurs voisins, habitaient des cabanes ou des habitats troglodytes.
Après la conquête de la Gaule par Jules César, Auguste donna l'indépendance aux Vellavi par rapport aux Arvernes. Leur pays fut compris dans la première Aquitaine.
Avec la civilisation latine, Ruessio, (Saint-Paulien), Icidmago, Yssingeaux, Condate, (Saint-Privat), virent la construction de nombreux temples, palais, cirques, aqueducs, les villes devinrent prospères et luxueuses.
Le Velay fut ravagé par les invasions barbares dans les dernières années de l'Empire Romain. Les Burgondes pillèrent Brioude, (Brivas), et les Wisigoths qui succédèrent aux Burgondes envahirent tout le Velay ainsi que le pays des Arvernes, le Gévaudan et le Vivarais.
Le Velay fut alors gouverné par un comte qui représentait le gouverneur de l'Aquitaine.
Alaric Ier, roi des Wisigoths périt à la bataille de Vouillé en 507, bataille remportée par Clovis. Le Velay passa alors sous la domination franque. En 511, il se trouva englobé dans les états du roi d'Austrasie puis dans la monarchie française quand Clotaire II eut réuni toutes les possessions de sa dynastie vers 613.
Par la suite, les comtes de Velay seront les évêques du Puy dont le plus remarquable fut Adhémar de Monteil qui conduisit la première croisade (1095).
Des familles nobles importantes géraient en grande partie le pays de Velay. On citera pour mémoire les familles de Chalencon, Rochebaron,  Chapteuil, bien sûr de Polignac mais aussi d’Abenzoar une famille arabe. Toutes ces lignées ont laissé derrière elles de somptueux vestiges, dont le village de Chalencon et son étonnant château (commune de Saint-André-de-Chalencon), le donjon de Roche-en-Régnier, le château de Rochebaron à Bas-en-Basset, et celui plus ancien de Polignac à Polignac près du Puy.
De 1791 à 1793, les 3 districts (Le Puy, Brioude et Monistrol-sur-Loire) du département de la Haute-Loire  fournirent 3 bataillons de volontaires nationaux :
- Le 1er bataillon de volontaires de la Haute-Loire qui participa à la conquête de la Savoie et au Siège de Toulon
- Le 2e bataillon de volontaires de la Haute-Loire qui participa à la conquête de la Savoie et à la bataille de Loano

En 2018 le département a connu un mouvement des gilets jaunes très actif, avec en particulier l'Incendie de la préfecture du Puy-en-Velay. Il se manifeste par une forte hostilité aux pouvoirs nationaux dans la population. Ainsi Laurent Wauquiez, homme politique qui a fait de ce département sa base arrière, affirme : « Si vous croyez que les gens de Haute-Loire, qui ont à la fois du caractère et du cœur, se laissent dicter leur conduite, c’est que vous n’avez pas compris grand-chose à notre territoire. » Si Emmanuel Macron peut arriver en tête aux élections, ce n'est que de justesse, et grâce au vote des villes.

Carte du département de la Haute-Loire 1790-1793